# Fossarus sydneyensis
Fossarus sydneyensis is een slakkensoort uit de familie van de Planaxidae. De wetenschappelijke naam van de soort is voor het eerst geldig gepubliceerd in 1900 door Hedley.